# Centro Penitenciario Brians 2
El Centro Penitenciario Brians 2 es una prisión de la Generalidad de Cataluña situada en el municipio de San Esteban Sasroviras (Barcelona) España. Se inauguró en 2007. Está situado junto al Centro Penitenciario Brians 1. El edificio consta de 14 módulos residenciales de vida ordinaria (edificios D) y cada uno tiene 3 plantas y 72 celdas. Esto representa un total de 1008 celdas con capacidad para 1500 personas distribuidas por todo el centro, además de otros dos módulos para servicios y perfiles determinados: el Departamento Especial de Régimen Cerrado (edificio E) para penados clasificados en primer grado y el Departamento Especial (edificio J), pensado básicamente para internos sancionados.

## Internos notables
- Diego Torres, ex socio de Iñaki Urdangarin en el Instituto Nóos, ingresó 18 de junio de 2018. Fue condenado por un fraude fiscal.

- Oriol Pujol, condenado por el caso de las ITV (caso de corrupción), ingresó 17 de enero de 2019 y se le concedió el tercer grado a los 65 días.

- Manuel Brito, condenado por varios crímenes relacionados con la fuga con otro recluso, FJ Picatoste, una violación y el intento de asesinato de dos mozos de Escuadra

- John McAfee, empresario y programador informático, uno de los primeros en diseñar un software antivirus. Fue condenado por fraude fiscal. Se suicidó al enterarse de que lo juzgarían en EE. UU.

- Dani Alves, futbolista profesional brasileño, condenado por una violación en un bar de Barcelona
- Morad, rapero español de origen marroquí